# Tetratelúrio (2+)
Tetratelúrio (2+) é um cátion poliatômico de policalcogênio (um tipo de íon Zintl) com a fórmula química Te2+
4
, que é formado por quatro átomos de telúrio ligados em uma estrutura cíclica, o qual apresenta duas cargas elétricas positivas. Esse íon de cor vermelho-purpúrea profunda é obtido quando o telúrio elementar reage com certos compostos ácidos e/ou oxidantes, como o ácido sulfúrico concentrado acima de 96%. Nesse íon, os átomos de telúrio estão presentes em um estado de oxidação médio de +0,5.

## Estrutura

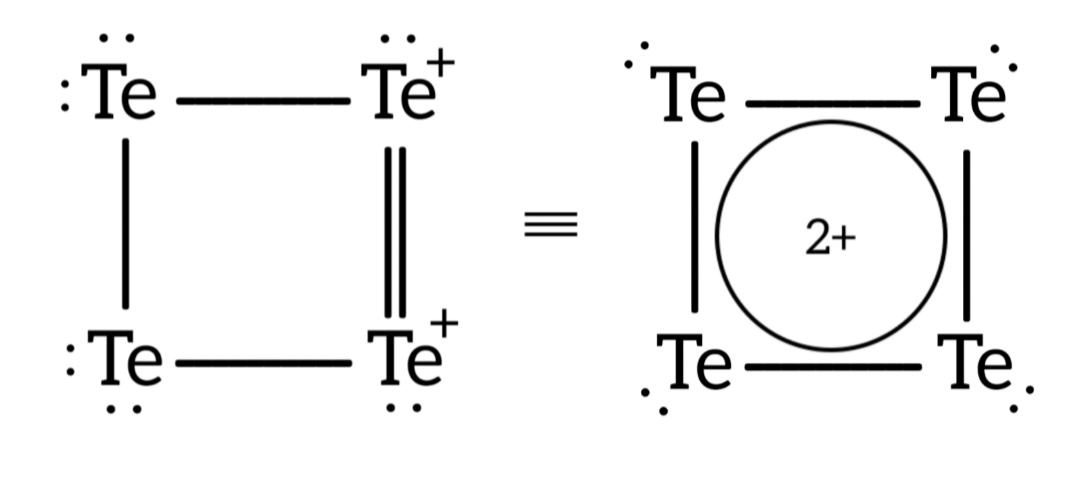
Estrutura do cátion tetratelúrio (2+), mostrando uma das formas canônicas e o híbrido de ressonância.

Este cátion é um cluster formado por quatro átomos do elemento telúrio ligados em uma estrutura quadrada planar. Como o telúrio é um calcogênio, com seis elétrons de valência, ele completa seu octeto recebendo dois elétrons ou formando duas ligações covalentes. Nessa estrutura, os telúrios se organizam nos vértices de um quadrado, com cada telúrio formando duas ligações sigma, uma com cada vizinho. No entanto, como o agregado tem uma carga elétrica +2, isso significa que dois átomos de telúrio na estrutura perderam, cada um, um elétron, abrindo espaço para uma ligação adicional na forma de uma ligação pi entre eles (agora esses dois telúrios catiônicos vizinhos estão formando 3 ligações). Essa ligação pi se encontra deslocalizada por toda a estrutura, gerando um híbrido de ressonância. O par de elétrons dessa ligação pi e dois pares eletrônicos isolados dos outros dois Te não ionizados interagem para formar um sistema deslocalizado de 6 elétrons ressonantes, obedecendo a regra de Hückel (4n + 2) e tornando o cluster Te2+
4
 aromático, de modo que esse íon é uma espécie química relativamente estável.

## Obtenção e Reações

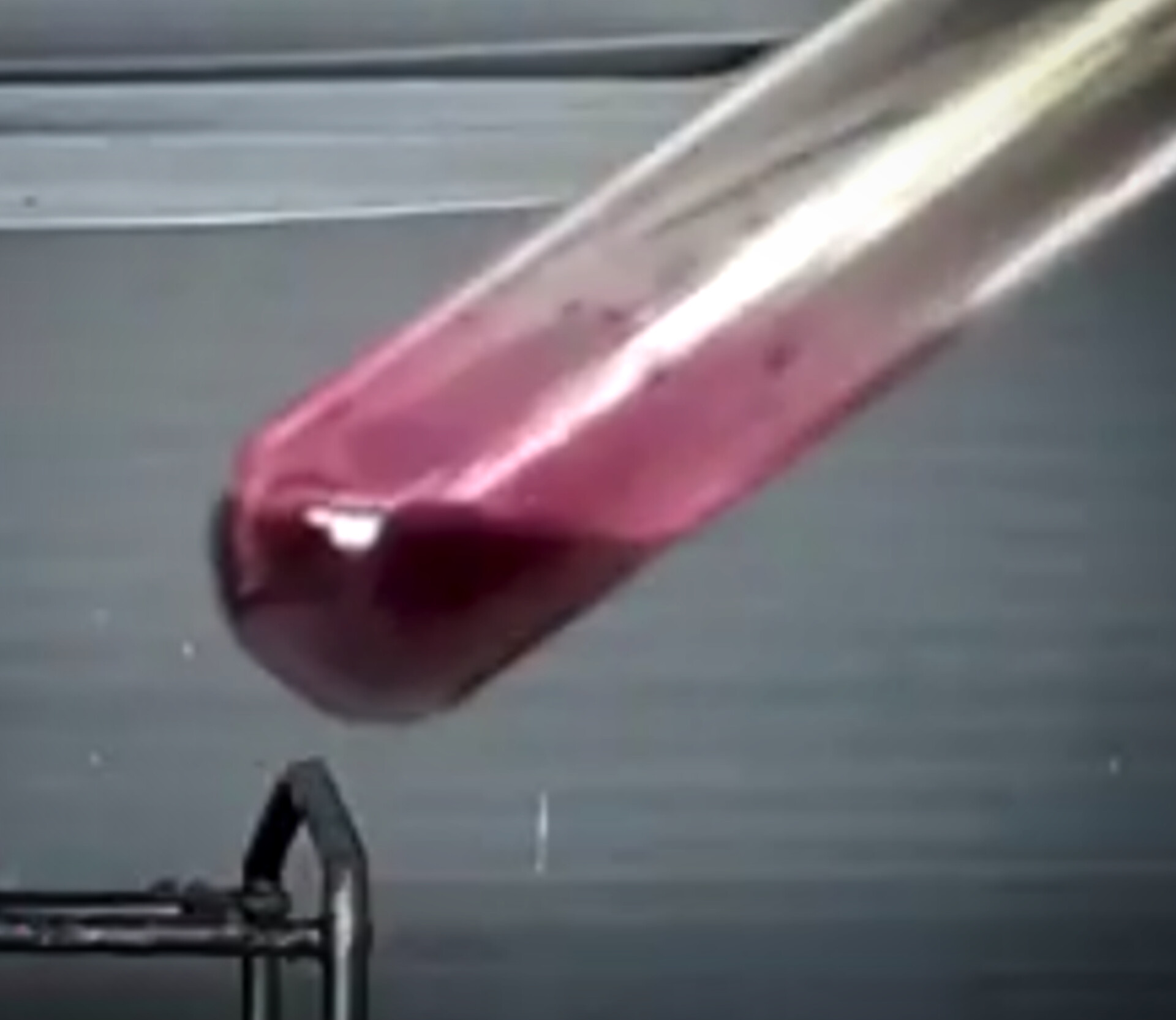
Solução contendo o íon tetratelúrio 2+ em ácido sulfúrico concentrado, presente como o sal bissulfato de tetratelúrio (2+), Te_{4}(HSO_{4})_{2}.

O íon tetratelúrio (2+) é preparado dissolvendo o telúrio metaloide elementar em ácido sulfúrico extremamente concentrado (tipicamente a 98%) sob leve aquecimento (o telúrio em pó finamente dividido pode reagir mesmo à temperatura ambiente). O telúrio se dissolve no ácido para dar uma solução de cor vermelho-roxa profunda semelhante à cor de uma solução aquosa concentrada de permanganato de potássio, porém mais avermelhada. A reação acontece mais facilmente em ácido sulfúrico fumegante (oleum), uma mistura entre ácido sulfúrico e trióxido de enxofre, e também acontece quando Te é dissolvido em ácido fluorossulfúrico. A dissolução em ácido sulfúrico concentrado relativamente frio para dar uma solução avermelhada é uma reação bastante característica do elemento telúrio; nenhum outro elemento reage da mesma forma.
4Te + 5H
2SO
4  →  Te2+
4 + 2H
3O+ + 4HSO–
4 + SO
2

4Te + H
2SO
4 + 2SO
3  →  Te2+
4 + 2HSO–
4 + SO
2
(oleum)
4Te + 4HSO
3F  →  Te2+
4 + H
3O+ + 3SO
3F–
 + HF + SO
2

Esta é uma reação de oxidação, na qual parte do ácido sulfúrico (ou o SO
3
) atua como agente oxidante, oxidando o telúrio ao cátion poliatômico e sendo reduzido a dióxido de enxofre, que é liberado como gás. Outra parte do ácido irá atuar como contra-íons bissulfato (HSO–
4
) e, no caso da reação acontecer em H
2SO
4
 concentrado e não em oleum, também protonar a água co-produzida, inibindo sua reação com o cátion poliatômico.
Além do telúrio elementar, alguns teluretos metálicos também reagem com ácido sulfúrico concentrado para dar soluções vermelho-púrpuras de tetratelúrio (2+), a exemplo da calaverita (ditelureto de ouro, AuTe
2
), cujo tratamento com H
2SO
4
 concentrado produz a solução avermelhada, deixando para trás uma massa esponjosa de ouro:
2AuTe
2 + 5H
2SO
4  →  2Au + Te2+
4 + 2H
3O+ + 4HSO–
4 + SO
2
A estabilidade do Te2+
4
 é maior em solventes não nucleofílicos, pois ânions reativos podem destruir o cátion. Desta forma, esse íon é geralmente obtido em ambiente extremamente ácido, oxidante e em condições anidras, ou em um ambiente aprótico na presença de um oxidante apropriado.
Esse íon Zintl também é obtido quando telúrio elementar é dissolvido em certos líquidos iônicos à base de acetatos de tetra-alquilfosfônio. O telúrio sólido se dissolve prontamente nesse tipo de solvente, que induz a desproporção do Te elementar (no estado de oxidação zero) para o cátion poliatômico avermelhado juntamente com ânions politeluretos de cor violeta, dando uma solução roxa profunda.
6Te
 {\displaystyle \rightleftharpoons } Te2+
4
 + Te2–
2
(em sol. líq. iônico)
Vários ânions politeluretos, tais como Te2–
2, Te2–
3, Te2–
4 e Te2–
5
 estão presentes na solução em equilíbrio dinâmico, bem como possivelmente outros cátions politelúrio.
Um outro procedimento de síntese relacionado consiste em dissolver telúrio metaloide e tetracloreto de telúrio no líquido iônico cloreto de 1-butil-3-metilimidazólio ([Bmim]Cl), adicionar cloreto de alumínio anidro, seguido da adição de cloreto de sódio para saturar a solução. A partir dessa mistura, surge a cor púrpura-vermelha do cátion tetratelúrio (2+) formado pela reação de comproporcionamento entre o Te4+
 e o Te0, e o sal tetracloroaluminato de tetratelúrio (2+) pode ser precipitado a partir da solução.
7Te + TeCl
4 + 4AlCl
3  →  2Te
4(AlCl
4)
2
Esse íon também pode ser obtido a partir da reação química entre o Te elementar e o pentafluoreto de arsênio em SO
2
 liquefeito. Outro cátion poliatômico de telúrio, o íon hexatelúrio (4+) Te4+
6
, de estrutura prismática triangular e cor amarela-alaranjada, também pode ser formado.
4Te + 3AsF
5  →  Te
4[AsF
6]
2 + AsF
3
6Te + 6AsF
5  →  Te
6[AsF
6]
4 + 2AsF
3
O íon tetratelúrio (2+), embora seja bastante estável em meio sulfúrico ou outros solventes adequados, é altamente instável na presença de água. Ao ser colocado em contato com um meio aquoso, ele imediatamente reage, desproporcionando-se para dióxido de telúrio hidratado ou algum sal de Te IV e telúrio elementar.
Na presença de pequena quantidade de água e meio fortemente ácido:
2Te2+
4 + 3H
2O  →  7Te + [Te(OH)
3]+ + 3H+
Na presença de uma maior quantidade de água e meio menos ácido:
2Te2+
4 + 3H
2O  →  7Te + TeO
2•H
2O + 4H+
Quando uma solução desse íon em H
2SO
4
 concentrado é fortemente aquecida até a ebulição, acima de 300°C, o íon tetratelúrio (2+) é oxidado pelo excesso de ácido sulfúrico, com o desaparecimento da cor vermelha e formação de um precipitado branco cristalino formado pelo composto sulfato de trioxoditelúrio IV, Te
2O
3SO
4
:
Te
4(HSO
4)
2 + 7H
2SO
4  →  2Te
2O
3SO
4 + 7SO
2 + 8H
2O
O cátion poliatômico de telúrio pode formar sais estáveis com ânions fracamente nucleofílicos, tais como HSO–
4
, BF–
4
, ClO–
4
, PF–
6
, AsF–
6
, entre outros. No entanto, ele é altamente instável em água ou outros solventes que podem se coordenar ao telúrio, que induzem a desproporção do íon Zintl para um composto de telúrio IV e telúrio elementar. Por exemplo, a presença de íons cloreto causa a desproporção do cátion, pois o telúrio +4 forma complexos bastante estáveis com o cloro:[carece de fontes?]
2Te2+
4 + 4Cl–  →  7Te + TeCl
4
2Te2+
4 + 6HCl  →  7Te + H
2[TeCl
6] + 4H+
 (em HCl conc.)

## Sais
O íon tetratelúrio (2+) forma alguns sais estáveis e isoláveis com certos ânions fracamente coordenantes. Além do bissulfato presente em solução sulfúrica, outros compostos incluem Te
4(SO
3F)
2, Te
4(PF
6)
2, Te
4(AsF
6)
2, Te
4(AlCl
4)
2, Te
4(Al
2Cl
7)
2
, Te
4[Bi
6Cl
20], Te
4(NbCl
6)
2, Te
4[Ta
2OBr
10], Te
4(TaCl
6)
2, Te
4[C(SO
2CF
3)
3]
2
 e Te
4(CF
3SO
3)
2
. 

## Outros íons

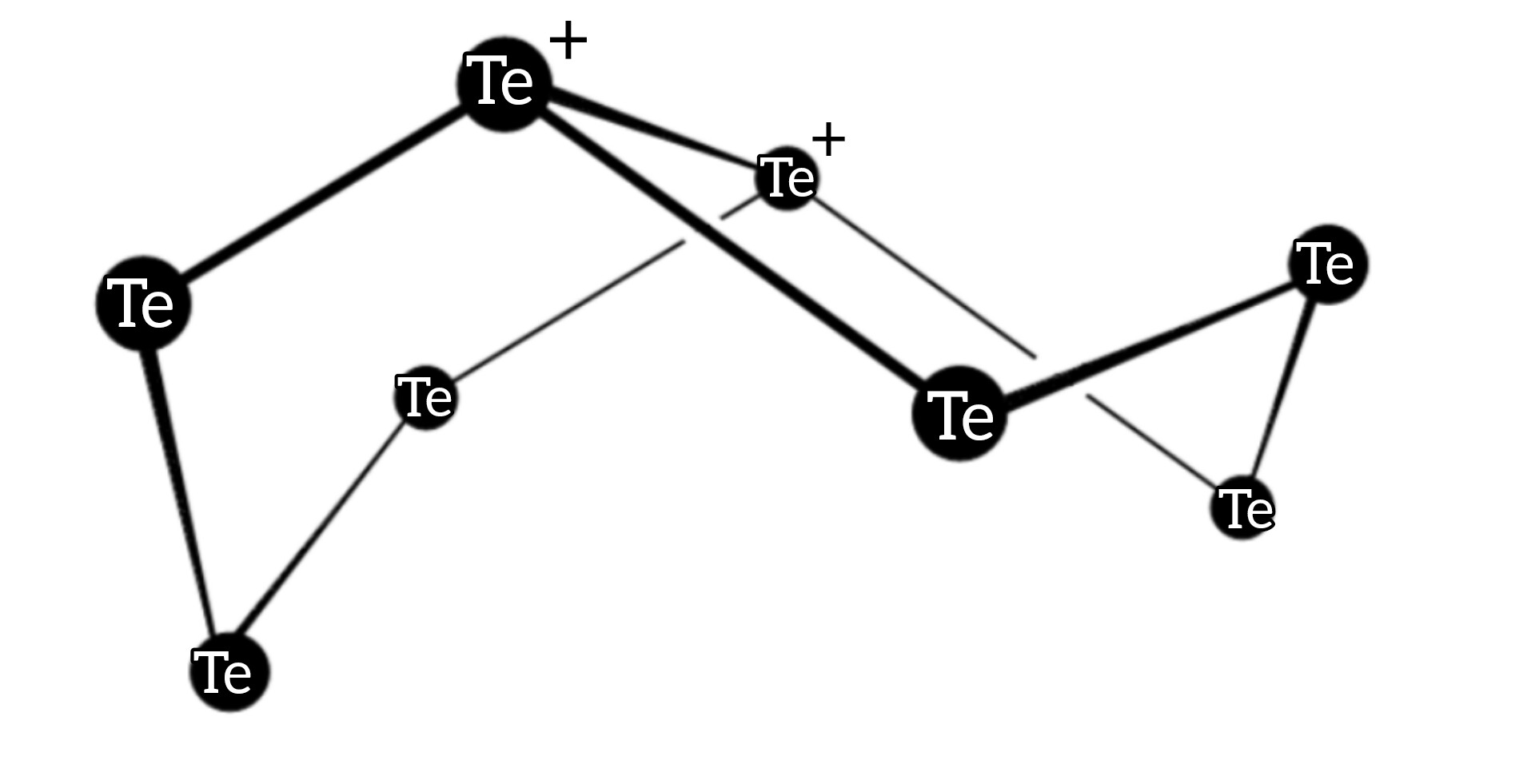
Estrutura do íon Zintl octatelúrio (2+).

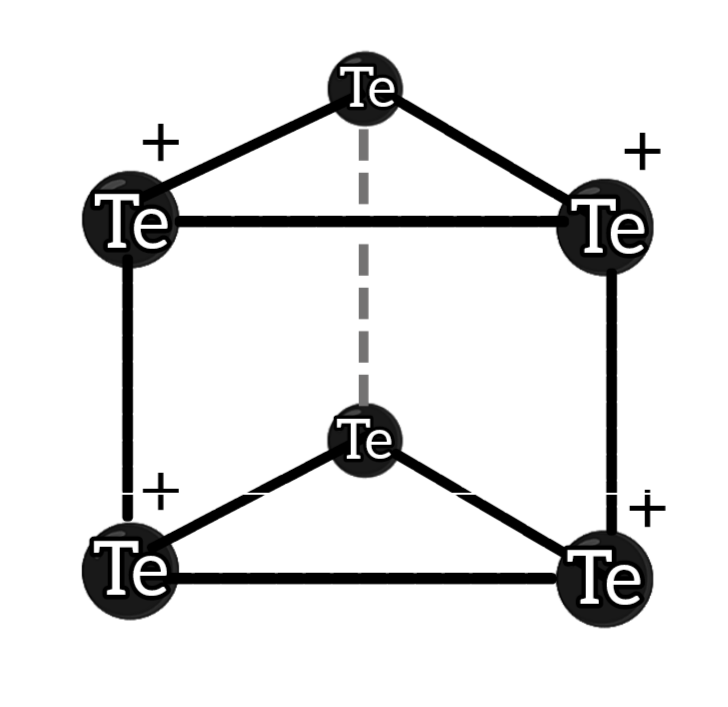
Estrutura do íon hexatelúrio (4+).

O telúrio também pode formar outros íons poliatômicos de Zintl, que incluem o íon trigonal prismático de cor alaranjada Te4+
6
 e também o cátion de estrutura bicíclica azul-profundo Te2+
8
, formado por dois anéis pentagonais de átomos de telúrio que compartilham uma aresta.
O primeiro íon é obtido tratando telúrio elementar com excesso de pentafluoreto de arsênio, como visto no tópico acima:
6Te + 6AsF
5  →  Te4+
6[AsF–
6]
4 + 2AsF
3
O segundo, por sua vez, é obtido reagindo-se Te elementar com hexacloreto de tungstênio:
8Te + 2WCl
6  →  Te2+
8[WCl–
6]
2